# Linda Sikhakhane
Linda Sikhakhane, (Umlazi, 1992. június 14. –) dél-afrikai tenor- és szopránszaxofonos, zeneszerző.

## Pályafutása
Linda Sikhakhane dél-afrikai születésű szaxofonművész, zeneszerző és hangszerelő. A Durban melletti Umlazi kisvárosban született. A zene iránti vonzalma már kisgyerek korában megmutatkozott. Dr. Brian Suchi és Khulekani Bhengu vigyázó felügyelete mellett órákat is tartott a Siyakhula zeneiskolában.
2012-ben a Kwa-Zulu Natal Egyetemen diplomát szerzett jazz/pop szakon Mageshen Naidoo professzor tanítványaként.
Sikhakhane olyan híres dél-afrikai és nemzetközileg ismert művészekkel játszott együtt, mint Barney Rachabane, Feya Faku, Marcus Wyatt, Herbie Tsoaeli, Andile Yenana, Nduduzo Makhathini, Afrika Mkhize, Sibongile Khumalo, Gregory Porter, Malcolm Braff és mások.
Linda Sikhakhane játszik Nduduzo Makhathini „Mother Tongue” című albumán, és tagja volt az Afrika Mkhize szeptettnek. Tagja a H3 együttesnek − akik számos dél-afrikai lemezen szerepelnek, köztük McCoy Mrubata „Brasskaap” című lemezén, Zakes Bantwini „Dance” című lemezén, Thuto Motsemme „My Dream” című lemezén.
Sikhakhane 2016-ban elnyerte a SAMRO Overseas ösztöndíjat. 2017 és 2020 között a New York-i New Schoolban tanult. A kritikusok által elismert debütáló albumát, a Two Sides, One Mirrort követően Sikhakhane rögzítette az An Open Dialogue (Live in New York) című albumot a New York-i New School-ban tartott előadásának részeként. 2020. novemberében Linda Sikhakhane-t választották az Apple Music hónap művészének. Az „An Open Dialogue-t” jelölték a legjobb jazzalbum kategóriában a South African Music Awards-on.
Harmadik albuma, az „Isambulo” Bázelben készült.

## Albumok
- 2017: Two Sides, One Mirror
- 2020: An Open Dialogue (Live in New York)
- 2022: Isambulo